# Homalins flygplats
Homalin är en flygplats i Myanmar.   Den ligger i regionen Sagaingregionen, i den norra delen av landet, 600 km norr om huvudstaden Naypyidaw. Homalin ligger 137 meter över havet.
Terrängen runt Homalin är platt, och sluttar söderut. Runt Homalin är det glesbefolkat, med 15 invånare per kvadratkilometer. Närmaste större samhälle är Homalin, 1,2 km väster om Homalin. Omgivningarna runt Homalin är en mosaik av jordbruksmark och naturlig växtlighet.